# FGM-172 SRAW
FGM-172 SRAW (англ. FGM-172 SRAW) — американський одноразовий протитанковий ракетний комплекс, призначений для ураження основних бойових танків, легких броньованих машин та довготривалих оборонних споруд на полі бою на дальності до 600 м. Комплексом оснащувалися піхотні підрозділи Корпусу морської піхоти США з розрахунку по одному ПТРК на людину, щоб знизити їхню залежність від сил і засобів протитанкової оборони (протитанкових підрозділів з важкими ПТРК багаторазового використання). SRAW має більшу дальність та потужність, ніж AT4, який він призначений замінити, але меншу дальність, ніж FGM-148 Javelin.

## Історія
Програма розробки «штурмової зброї малої дальності» (англ. Short-Range Assault Weapon (SRAW) була розпочата Корпусом морської піхоти США в 1987 році й мала за мету заміну існуючих некерованих протитанкових засобів M72 LAW і AT4. У період з лютого 1990 до середини 1993 року кількома компаніями була проведена фаза демонстрації та перевірки, а перші тестові стрільби відбулися в 1991 році. У липні 1994 року проєкт Predator виробництва Loral Corporation (тепер Lockheed Martin) був відібраний для подальшої розробки. У березні 1998 року була завершена фаза I EMD, а потім фаза II. Під час виконання дослідних робіт EMD було виготовлено 230 ракет. У лютому 2002 року Корпус морської піхоти підписав контракт з Lockheed Martin на початкове виробництво 330 систем Predator, а другий контракт на 400 систем був підписаний у січні 2003 року. У жовтні 2003 року Корпус морської піхоти оголосив про своє рішення скасувати контракти на подальшу закупівлю протитанкових засобів після завершення виробництва. У грудні 2003 року комплекс успішно пройшов випробування у тестовому центрі авіаційних озброєнь флоту, на авіабазі Чайна-Лейк, Каліфорнія.
У червні 2004 року Lockheed Martin отримала контракт на переобладнання всіх 700 ракет SRAW, що залишилися, до конфігурації FGM-172B SRAW-MPV (багатоцільовий варіант) з новою багатоцільовою осколково-вибуховою боєголовкою, що перетворює її з протитанкового засобу в штурмову зброю, ефективну проти будівель і бункерів, що краще задовольняє потреби морської піхоти у відповідь на вимоги, визначені під час операції «Свобода Іраку». Поставка перших 400 ракет була завершена в травні 2005 року. Станом на 2005 рік, усі ракети FGM-172A, які раніше поставлялися USMC, були модернізовані багатоцільовою вибуховою боєголовкою FGM-172B для заміни протитанкової боєголовки для ураження згори.

## Опис
SRAW являє собою герметичний пластиковий контейнер циліндричної форми з буферами по обох кінцях комплексу, в середину якого розміщена протитанкова ракета. Система управління ракети в польоті — інерційна з керуванням вектором тяги.
|        |                                      |                                      |                                      |
| в руці | на ремені в положенні «по-похідному» | на ремені в положенні «по-похідному» | на ремені в положенні «по-похідному» |
| в руці | через плече                          | за спиною                            | поверх ранцю                         |

| |  |  |  |  |
| Положення для стрільби лежачи; сидячи зі схрещеними ногами; сидячи з упором ліктями у коліна; з коліна; стоячи з-за укриття |  |  |  |  |

## Тактико-технічні характеристики
- Довжина комплексу: 870 мм

Хват та утримання комплексу при стрільбі з приєднаним НСПУ

Принцип спрацьовування запобіжно-виконавчого механізму та спрямованої детонації кумулятивного заряду над броньованою ціллю

- Довжина ракети у стартовій конфігурації: 859 мм
- Діаметр ракети: 140 мм
- Діаметр комплексу (разом з буферами): 213 мм
- Маса комплексу: 9800 г
- Маса бойової частини: 2340 г
- Маса вибухової речовини: 1050 г
- Вибухова речовина бойової частини: LX-14[en] (на основі порошкоподібного октогену)
- Двигун ракети: Двоступінчастий (стартова та маршева ступені), твердопаливний, бездимний
- Система наведення: прямим наведенням, інерційна, «вистрелив та забув»
- Час нормальної роботи джерела живлення: 12 сек
- Час захоплення цілі головкою самонаведення ракети: 2 сек
- Кратність збільшення прицілу: 2,5 ×
- Траєкторія польоту ракети: настильна
- Початкова швидкість ракети при вильоті з пускової труби: 25 м/сек
- Маршева швидкість польоту ракети: 300 м/сек
- Час польоту ракети на відстань 500 м: 2,25 сек
- Висота підйому протитанкової ракети над лінією візування цілі: 2,7 м
- Бойова частина: кумулятивна тандемного типу (протитанковий варіант) або фугасна (протибункерний)
- Запобіжно-виконавчий механізм

протитанкової ракети: з неконтактним оптико-магнітометричним датчиком цілі
протибункерної ракети: ударниковий миттєвої/уповільненої дії
- Детонація:

протитанкової ракети: над ціллю (з поворотом бойової частини методом довороту у напрямку центру маси цілі)
протибункерної ракети: при зустрічі з ціллю (миттєвої дії при влученні в бетон, дерево або метал, уповільненої дії при влученні в мішки з піском)
- Можливість стрільби із закритих приміщень: є, відносно безпечна для стрільця (при стрільбі в навушниках та захисних окулярах)
- Коефіцієнт розсіювання при стрільбі (середнє просторове відхилення ракети): 1,5 тис.
- Рівень шуму при пуску ракети: 173 дБ
- Рівень шуму під час вибуху бойової частини ракети: 190 дБ
- Мінімальна безпечна дальність стрільби

протитанковою ракетою: 17 м
протибункерною ракетою: 25 м
- Ближня межа зони пуску: 100 м
- Ефективна дальність стрільби

по цілі, що рухається: 17/25…200 м
за нерухомою ціллю: 17/25…600 м
Джерела інформації : 

## Зброя схожа за призначенням, ТТХ і часом застосування
- / Шершень
- MPATGM
- HJ-12
- Бумбар
- Метис-М
- FGM-148 Javelin
- OMTAS
- Корсар
- Стугна-П
- Missile Moyenne Portée
- Eryx
- / NLAW
- M4 Carl Gustaf
- Type 01 LMAT